# 如水村
如水村（じょすいむら）は、大分県下毛郡にあった村。現在の中津市の一部にあたる。

## 地理
下毛台地上に位置していた。

## 歴史
- 1889年（明治22年）4月1日、町村制の施行により、下毛郡助部村、下池永村、是則村、合馬村、全徳村が合併して村制施行し、如水村が発足[1][2]。旧村名を継承した助部、下池永、是則、合馬、全徳の5大字を編成[2]。
- 1943年（昭和18年）8月8日、中津市に編入され廃止[1][2]。

### 地名の由来
慶長5年（1600年）石垣原の戦いで、黒田如水孝高が当地で軍勢を整えたとの言い伝えで、如水原と称されていたことから。

## 産業
- 農業[2]

## 交通

### 鉄道
- 1901年（明治34年）国有鉄道日豊線（現日豊本線）が開通し東中津駅（大字是則）開設[2]